# Lucas Rangel Nunes Gonçalves
Lucas Rangel Nunes Gonçalves, meglio noto come Rangel (Alvorada, 29 dicembre 1994), è un calciatore brasiliano, attaccante del KTP.

## Carriera
Ha giocato nella massima serie albanese, in quella finlandese, in quella ucraina, in quella azera ed in quella lettone. Inoltre, ha giocato 27 partite di qualificazione alle coppe europee, di cui una per la Champions League, 13 per l'Europa League e 13 per l'Europa Conference League.

## Statistiche

### Presenze e reti nei club
Statistiche aggiornate al 9 settembre 2021.
| Stagione        | Squadra         | Campionato      | Campionato | Campionato | Coppe nazionali | Coppe nazionali | Coppe nazionali | Coppe continentali | Coppe continentali | Coppe continentali | Altre coppe | Altre coppe | Altre coppe | Totale | Totale |
| Stagione        | Squadra         | Comp            | Pres       | Reti       | Comp            | Pres            | Reti            | Comp               | Pres               | Reti               | Comp        | Pres        | Reti        | Pres   | Reti   |
| --------------- | --------------- | --------------- | ---------- | ---------- | --------------- | --------------- | --------------- | ------------------ | ------------------ | ------------------ | ----------- | ----------- | ----------- | ------ | ------ |
| 2015            | Grêmio Barueri  | A3/SP           | 14         | 10         |                 | -               | -               |                    | -                  | -                  |             | -           | -           | 14     | 10     |
| 2015            | Foz do Iguaçu   | D               | 2          | 0          |                 | -               | -               |                    | -                  | -                  |             | -           | -           | 2      | 0      |
| 2016            | Itumbiara       | PD/GO           | 11         | 2          |                 | -               | -               |                    | -                  | -                  |             | -           | -           | 11     | 2      |
| 2016-2017       | Kukësi          | KS              | 18         | 1          | CA              | 5               | 1               | UEL                | 4                  | 1                  | SA          | 0           | 0           | 27     | 3      |
| 2017-2018       | Kapfenberger    | 1L              | 30         | 9          | CA              | 1               | 0               |                    | -                  | -                  |             | -           | -           | 31     | 9      |
| 2018            | KuPS            | VL              | 14         | 4          |                 | -               | -               | UEL                | 2                  | 0                  |             | -           | -           | 16     | 4      |
| 2019            | KuPS            | VL              | 16         | 8          | CF              | 4               | 1               | UEL                | 4                  | 1                  |             | -           | -           | 24     | 10     |
| 2020            | KuPS            | VL              | 13         | 4          | CF              | 6               | 3               | UCL+UEL            | 1+3                | 0+1                |             | -           | -           | 23     | 8      |
| Totale KuPS     | Totale KuPS     | Totale KuPS     | 43         | 16         |                 | 10              | 4               |                    | 10                 | 2                  |             | -           | -           | 63     | 22     |
| gen.-apr. 2021  | Adana Demirspor | 1L              | 7          | 1          |                 | -               | -               |                    | -                  | -                  |             | -           | -           | 7      | 1      |
| 2021            | KuPS            | VL              | 12         | 2          |                 | -               | -               | UECL               | 8                  | 5                  |             | -           | -           | 20     | 7      |
| 2021-2022       | Vorskla         | PL              | 0          | 0          |                 | -               | -               |                    | -                  | -                  |             | -           | -           | 0      | 0      |
| Totale carriera | Totale carriera | Totale carriera | 137        | 41         |                 | 16              | 5               |                    | 22                 | 8                  |             | 0           | 0           | 175    | 54     |

## Palmarès

### Club

#### Competizioni nazionali
- Supercoppa d'Albania: 1

Kukësi: 2016
- Campionato albanese: 1

Kukësi: 2016-2017
- Campionato finlandese: 2

KuPS: 2019, 2024
- Coppa di Finlandia: 2

KuPS: 2021, 2024